# Parigi-Bourges 2008
La Parigi-Bourges 2008, cinquantottesima edizione della corsa e valevole come prova del circuito UCI Europe Tour 2008 categoria 1.1, si svolse il 9 ottobre 2008 su un percorso di 194,3 km. Fu vinta dall'austriaco Bernhard Eisel che giunse al traguardo con il tempo di 4h35'54", alla media di 42,254 km/h.
All'arrivo 120 ciclisti tagliarono il traguardo.

## Ordine d'arrivo (Top 10)
| Pos. | Corridore        | Squadra       | Tempo    |
| ---- | ---------------- | ------------- | -------- |
| 1    | Bernhard Eisel   | Columbia      | 4h35'54" |
| 2    | Cédric Pineau    | AG2R La Mon.  | s.t.     |
| 3    | Anthony Charteau | C. d'Epargne  | s.t.     |
| 4    | Antoine Dalibard | Bretagne      | s.t.     |
| 5    | Nicolas Hartmann | Cofidis       | s.t.     |
| 6    | Philippe Gilbert | F. des Jeux   | a 5'26"  |
| 7    | Thomas Voeckler  | Bouygues Tél. | s.t.     |
| 8    | Matti Breschel   | CSC-Saxo Bank | s.t.     |
| 9    | Renaud Dion      | AG2R La Mon.  | s.t.     |
| 10   | Stefan Van Dijk  | Mitsubishi    | a 5'41"  |